# Sci alpino ai V Giochi olimpici invernali - Discesa libera maschile
Tra le competizioni dello sci alpino che si sono tenute ai V Giochi olimpici invernali di Sankt Moritz c'è stata la discesa libera maschile. L'evento si è svolto il 2 febbraio sulla pista Corviglia.
La prova era valida anche per la Combinata.
Con 4"1 di vantaggio sul secondo classificato, Henri Oreiller ha stabilito il più grande distacco inflitto dal vincitore in una prova olimpica di discesa libera.

## Classifica
| Pos.    | Atleta                  | Nazione        | Tempo  |
| ------- | ----------------------- | -------------- | ------ |
| Oro     | Henri Oreiller          | Francia        | 2'55"0 |
| Argento | Franz Gabl              | Austria        | 2'59"1 |
| Bronzo  | Karl Molitor            | Svizzera       | 3'00"3 |
| Bronzo  | Ralph Olinger           | Svizzera       | 3'00"3 |
| 5       | Egon Schöpf             | Austria        | 3'01"2 |
| 6       | Silvio Alverà           | Italia         | 3'02"4 |
| 6       | Carlo Gartner           | Italia         | 3'02"4 |
| 8       | Fernand Grosjean        | Svizzera       | 3'03"1 |
| 9       | Johann Nogler           | Austria        | 3'03"2 |
| 10      | Hans Hansson            | Svezia         | 3'05"0 |
| 11      | Sverre Lassen-Urdahl    | Norvegia       | 3'06"4 |
| 11      | Adolf Odermatt          | Svizzera       | 3'06"4 |
| 13      | James Couttet           | Francia        | 3'07"3 |
| 14      | Engelbert Haider        | Austria        | 3'08"2 |
| 15      | Eberhard Kneisl         | Austria        | 3'08"3 |
| 16      | Bjarne Arentz           | Norvegia       | 3'09"0 |
| 17      | Antonín Šponar          | Cecoslovacchia | 3'09"1 |
| 18      | Romedi Spada            | Svizzera       | 3'09"2 |
| 19      | Eduard Mall             | Austria        | 3'09"3 |
| 20      | Marius Eriksen          | Norvegia       | 3'09"4 |
| 21      | Vittorio Chierroni      | Italia         | 3'10"0 |
| 22      | Romedi Reinalter        | Svizzera       | 3'11"0 |
| 23      | Guy de Huertas          | Francia        | 3'12"0 |
| 23      | Georges Panisset        | Francia        | 3'12"0 |
| 25      | Sverre Johannessen      | Norvegia       | 3'12"1 |
| 26      | Jack Reddish            | Stati Uniti    | 3'12"3 |
| 27      | Luboš Brchel            | Cecoslovacchia | 3'12"4 |
| 28      | Harvey Clifford         | Canada         | 3'14"1 |
| 28      | Hector Sutherland       | Canada         | 3'14"1 |
| 30      | Sixten Isberg           | Svezia         | 3'15"0 |
| 31      | Stein Eriksen           | Norvegia       | 3'15"1 |
| 32      | Eugenio Bonicco         | Italia         | 3'15"4 |
| 33      | Jean Pazzi              | Francia        | 3'16"1 |
| 34      | Claude Penz             | Francia        | 3'19"2 |
| 35      | Józef Marusarz          | Polonia        | 3'20"2 |
| 36      | Valentin Mulej          | Jugoslavia     | 3'21"1 |
| 37      | Jan Gąsienica Ciaptak   | Polonia        | 3'21"3 |
| 38      | Åke Nilsson             | Svezia         | 3'22"2 |
| 39      | Pentti Alonen           | Finlandia      | 3'22"3 |
| 40      | Stig Sollander          | Svezia         | 3'23"1 |
| 41      | Olof Dalman             | Svezia         | 3'23"2 |
| 42      | Richard Movitz          | Stati Uniti    | 3'25"2 |
| 43      | Stephen Knowlton        | Stati Uniti    | 3'26"2 |
| 44      | Robert Blatt            | Stati Uniti    | 3'27"4 |
| 45      | Harol Jennings          | Stati Uniti    | 3'28"2 |
| 46      | Daniel Šlachta          | Cecoslovacchia | 3'29"4 |
| 47      | Barney McLean           | Stati Uniti    | 3'30"1 |
| 48      | Péter Szikla            | Ungheria       | 3'30"4 |
| 49      | Sándor Mazány           | Ungheria       | 3'31"4 |
| 50      | Michel Feron            | Belgio         | 3'34"3 |
| 51      | Radu Scîrneci           | Romania        | 3'35"0 |
| 52      | Tamás Székely           | Ungheria       | 3'36"0 |
| 53      | Aimo Vartiainen         | Finlandia      | 3'36"4 |
| 54      | Slavko Lukanc           | Jugoslavia     | 3'37"1 |
| 55      | Franz Beck              | Liechtenstein  | 3'38"3 |
| 56      | Albert Irwin            | Canada         | 3'39"1 |
| 57      | Dumitru Frăţilă         | Romania        | 3'39"3 |
| 58      | Dumitru Sulică          | Romania        | 3'39"4 |
| 59      | Hernán Oelckers         | Cile           | 3'40"2 |
| 60      | Donald Garrow           | Gran Bretagna  | 3'41"3 |
| 60      | William Irwin           | Canada         | 3'41"3 |
| 62      | David Madzhar           | Bulgaria       | 3'45"3 |
| 63      | Justo del Carril        | Argentina      | 3'46"2 |
| 64      | Magnús Brynjólfsson     | Islanda        | 3'48"2 |
| 65      | Károly Kővári           | Ungheria       | 3'49"1 |
| 66      | Ion Coliban             | Romania        | 3'49"2 |
| 67      | Jerzy Schindler         | Polonia        | 3'49"4 |
| 68      | Luis de Ridder          | Argentina      | 3'50"2 |
| 69      | Matevž Lukanc           | Jugoslavia     | 3'50"3 |
| 70      | Philippe, Count d'Ursel | Belgio         | 3'51"0 |
| 71      | Mihai Bîră Sr.          | Romania        | 3'52"3 |
| 71      | Ciril Praček            | Jugoslavia     | 3'52"3 |
| 73      | Max Gassner             | Liechtenstein  | 3'53"0 |
| 74      | Vasile Ionescu          | Romania        | 3'54"1 |
| 74      | Arturo Hammersley       | Cile           | 3'54"1 |
| 74      | James Palmer-Tomkinson  | Gran Bretagna  | 3'54"1 |
| 77      | György Libik            | Ungheria       | 3'55"3 |
| 78      | Jaime Errázuriz         | Cile           | 3'56"4 |
| 79      | Leopold Schädler        | Liechtenstein  | 4'00"0 |
| 80      | Jože Bertoncelj         | Jugoslavia     | 4'00"2 |
| 81      | Stuart Parkinson        | Gran Bretagna  | 4'03"0 |
| 82      | Dimitar Drazhev         | Bulgaria       | 4'07"1 |
| 83      | Gonzalo Domínguez       | Cile           | 4'08"3 |
| 84      | Lajos Máté              | Ungheria       | 4'09"0 |
| 85      | Otto Jung               | Argentina      | 4'09"3 |
| 86      | José Arias              | Spagna         | 4'11"4 |
| 87      | Raşit Tolun             | Turchia        | 4'12"1 |
| 88      | Harold Taylor           | Gran Bretagna  | 4'17"4 |
| 89      | Thomas de Morawitz      | Spagna         | 4'24"0 |
| 90      | Theodor Sele            | Liechtenstein  | 4'24"1 |
| 91T     | Gino de Pellegrín       | Argentina      | 4'25"2 |
| 91T     | Ian Appleyard           | Gran Bretagna  | 4'25"2 |
| 93      | Pablo Rosenkjer         | Argentina      | 4'36"2 |
| 94      | Dursun Bozkurt          | Turchia        | 4'37"3 |
| 95      | Julio Cernuda           | Argentina      | 4'46"4 |
| 96      | Thórir Jónsson          | Islanda        | 4'47"0 |
| 97      | Osman Yüce              | Turchia        | 4'49"2 |
| 98      | Guðmundur Guðmundsson   | Islanda        | 4'57"0 |
| 99      | Konstantin von Padua    | Liechtenstein  | 5'04"1 |
| 100     | José Vilà               | Spagna         | 5'13"0 |
| 101     | Fotis Mavriplis         | Grecia         | 5'39"1 |
| 102     | Fernando Armiñán        | Spagna         | 5'41"2 |
| -       | Zeno Colò               | Italia         | DNF    |
| -       | Roberto Lacedelli       | Italia         | DNF    |
| -       | Alfred Stäger           | Svizzera       | DNF    |
| -       | Jan Pawlica             | Polonia        | DNF    |
| -       | Johnny Lunde            | Norvegia       | DNF    |
| -       | Saša Molnar             | Jugoslavia     | DNF    |
| -       | Peter Boumphrey         | Gran Bretagna  | DNF    |
| -       | Ibrahim Geagea          | Libano         | DQ     |
| -       | Muzaffer Demirhan       | Turchia        | DQ     |